# Heliotropium greggii
Heliotropium greggii là loài thực vật có hoa trong họ Mồ hôi. Loài này được Torr. mô tả khoa học đầu tiên năm 1859.